# 马克·特伊特尔特
马克·特伊特尔特（荷蘭語：Mark Tuitert，1980年4月4日—），荷兰男子速度滑冰运动员。他曾代表荷兰参加2006年、2010年和2014年三届冬季奥运会速度滑冰比赛，共获得1枚金牌和2枚铜牌。